# Chlorops nishijimai
Chlorops nishijimai är en tvåvingeart som beskrevs av Kanmiya 1978. Chlorops nishijimai ingår i släktet Chlorops och familjen fritflugor. Inga underarter finns listade i Catalogue of Life.